# 葛飾北斎と甲斐国
葛飾北斎と甲斐国（かつしかほくさいとかいのくに）では、江戸時代後期の浮世絵師葛飾北斎が描いた甲斐国（山梨県）に関する総説を記述する。なお本項は、井澤・宮澤（2011・12）論文に多くを負うている。

## 葛飾北斎と甲斐国

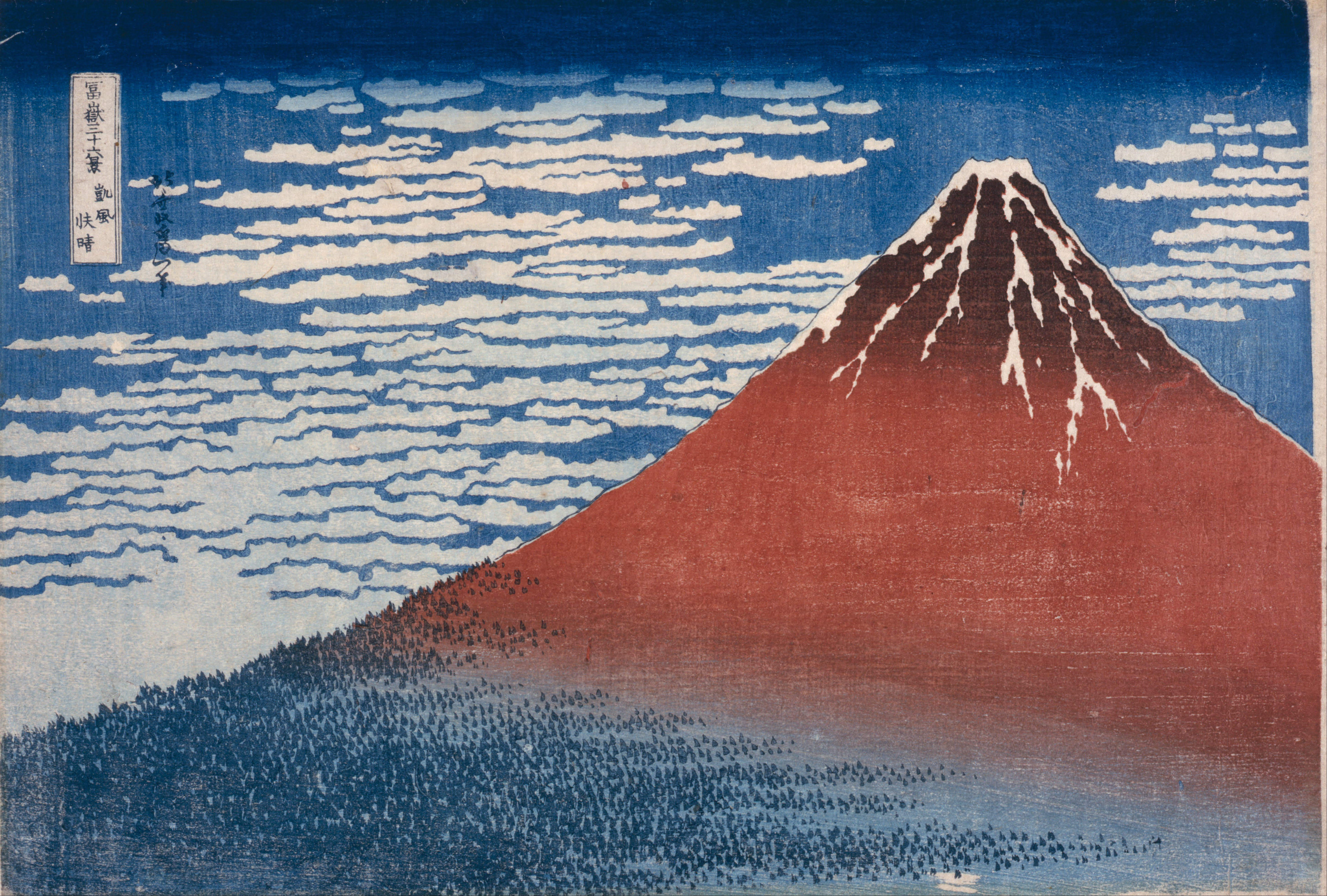
冨嶽三十六景『凱風快晴』

葛飾北斎（1760年（宝永10年）-1849年（嘉永2年））は江戸本所（東京都墨田区）に生まれ、1778年（安永7年）に浮世絵師勝川春章に弟子入りし、浮世絵をはじめ、琳派・蘭画などを習得し、役者絵・美人画等の一枚摺、狂歌摺物、読本の挿絵、肉筆画など、幅広いジャンルの作品を残している。特に1830年（天保元年）頃から刊行された『富嶽三十六景』は、富士山を主題とした名所絵シリーズで、各地の名所や風物が描かれている。
一方、甲斐国（山梨県）は、本州中部の内陸部に位置し、甲州街道で江戸と結ばれる。江戸前期には甲府藩が存在していたが、1724年（享保9年）に幕府直轄領化され、甲府城下町を中心に町人文化が栄えた。江戸後期には甲州街道や鎌倉往還、駿州往還（河内路）など、諸街道の整備や参詣旅の普及により、江戸をはじめ各地より画家や文人が来訪し、甲斐の名所旧跡に関する絵画作品や、紀行文などを残した。
浮世絵師では、1841年（天保12年)に歌川広重が、甲府道祖神祭礼の幕絵制作のため来訪しており、甲斐の名所をスケッチした『甲州日記』を残しており、本画に活用している。

## 北斎の描いた甲斐国
葛飾北斎の描いた甲斐の景観は『北斎漫画』『富嶽三十六景』『勝景奇覧』など27作品が知られている。製作時期は1816-17年(文化13-14年）の『北斎漫画 五 - 七編』から、1849年（嘉永2年）の『同十三編』までである。
『富嶽三十六景』（1830-34年（文政13-天保5年）頃）以降の北斎は、瀧や橋、海など特定のテーマに基づいた錦絵の連作を制作し、この時期に甲斐を描いた図としては『千絵の海　甲州火振』や『勝景奇覧 甲州湯村』がある。最晩年は錦絵から離れて肉筆画に専念し、画題も諸国名所や風俗から古典故事や花鳥画・静物画などに変わったため、甲斐を題材とした作品も見られない。
甲斐国ゆかりの北斎作品は多岐に渡るが、主に甲州街道、鎌倉往還、河内道（駿州往還）、谷村道など主要な街道添いの名所が選ばれているほか、富士山周辺の富士見の名所が多く描かれている。また、甲斐国の生業を描いた図も見られる。

### 甲斐国ゆかりの作品

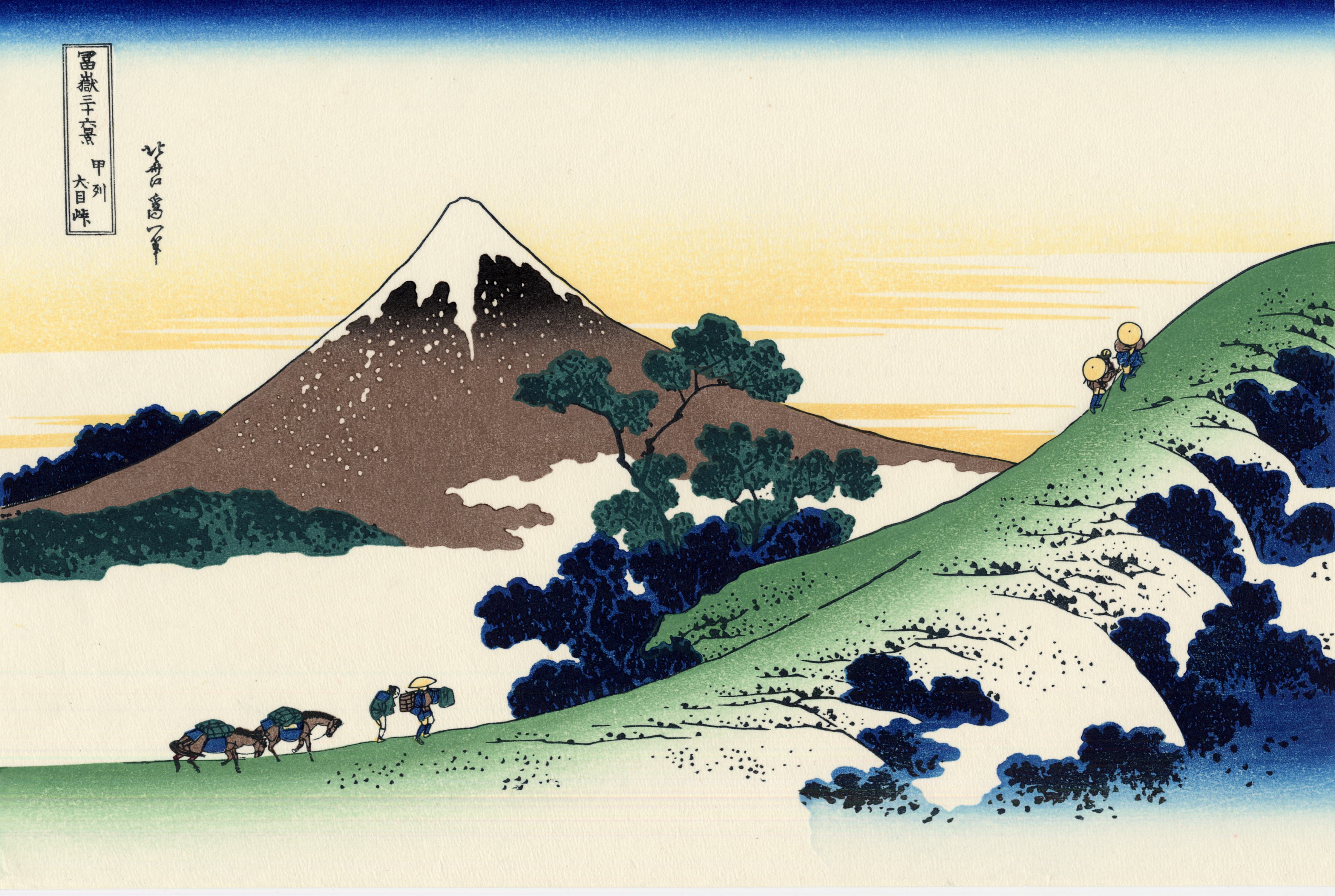
「富嶽三十六景」甲州犬目峠

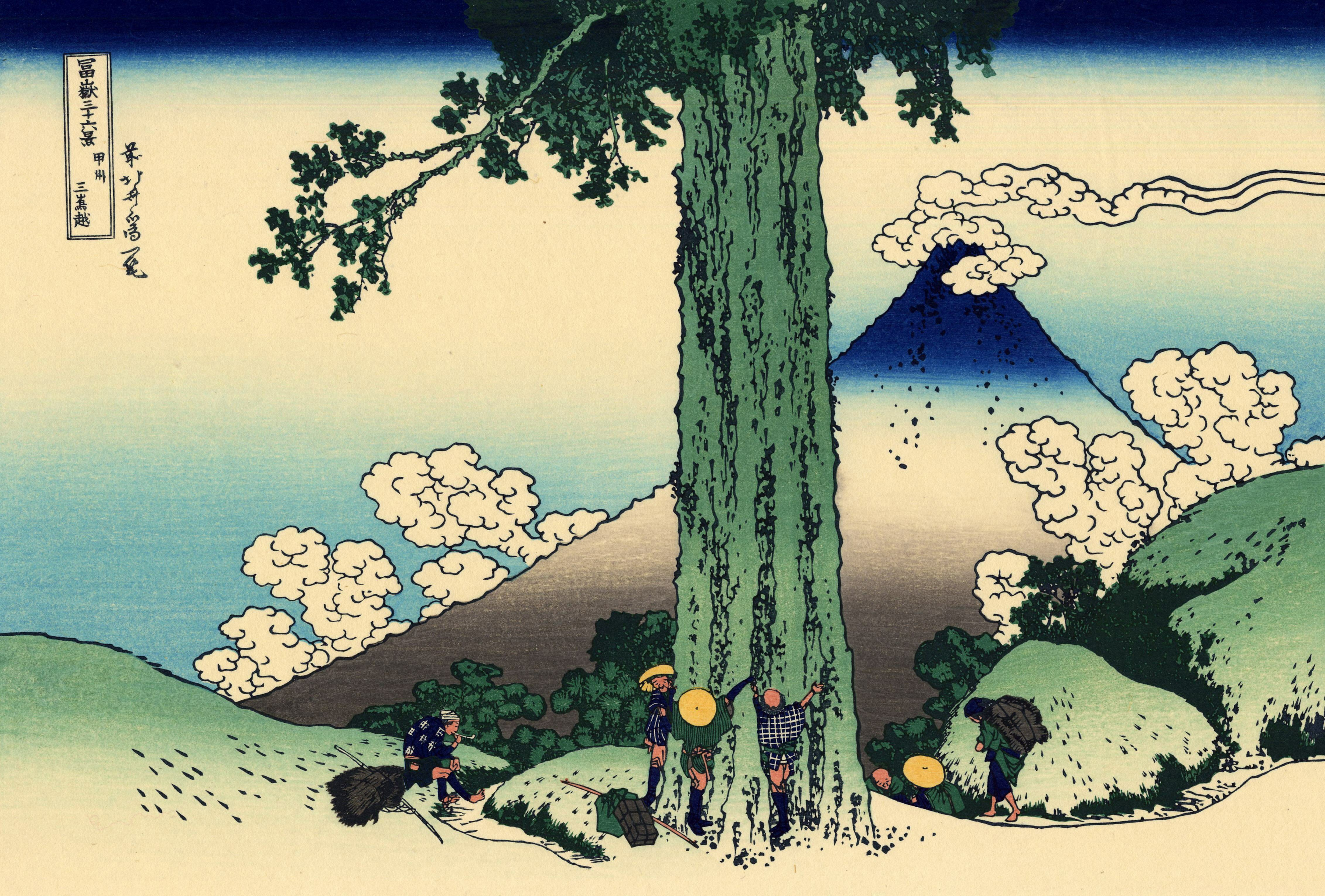
「富嶽三十六景」甲州三嶌越

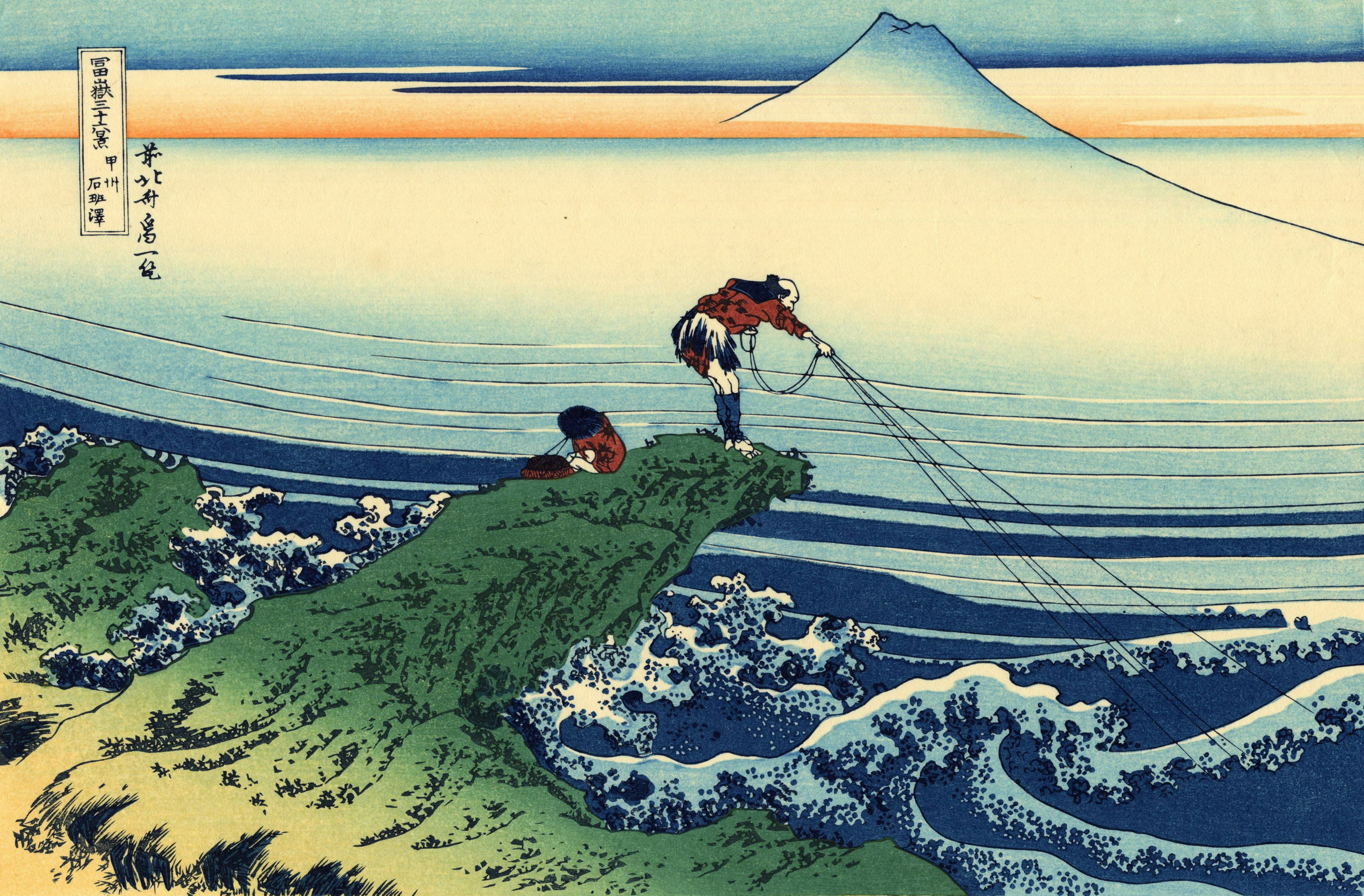
「富嶽三十六景」甲州石班沢

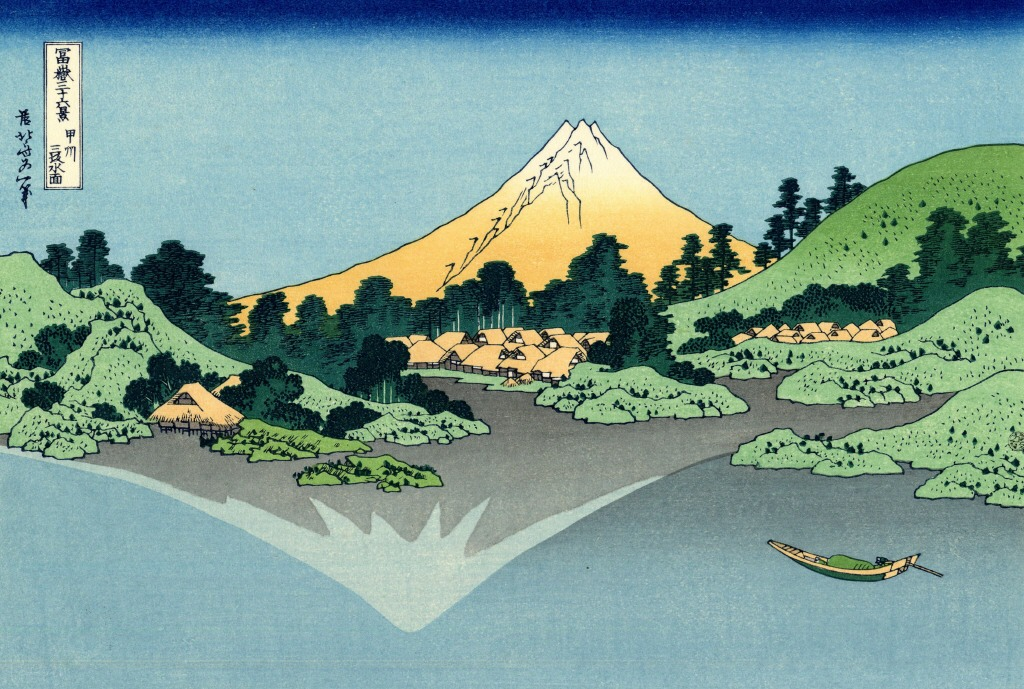
「富嶽三十六景」甲州三坂水面

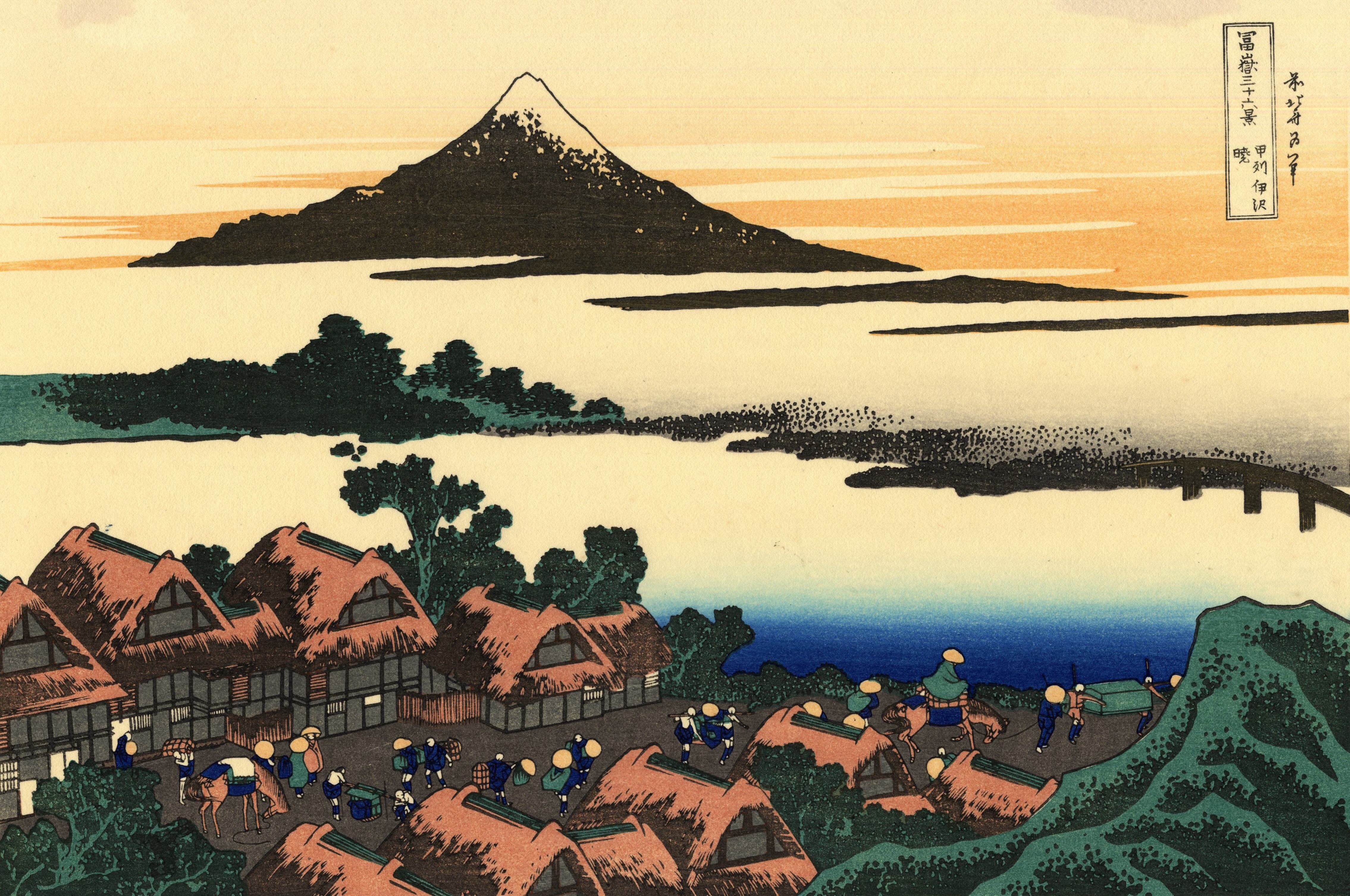
「富嶽三十六景」甲州伊沢暁

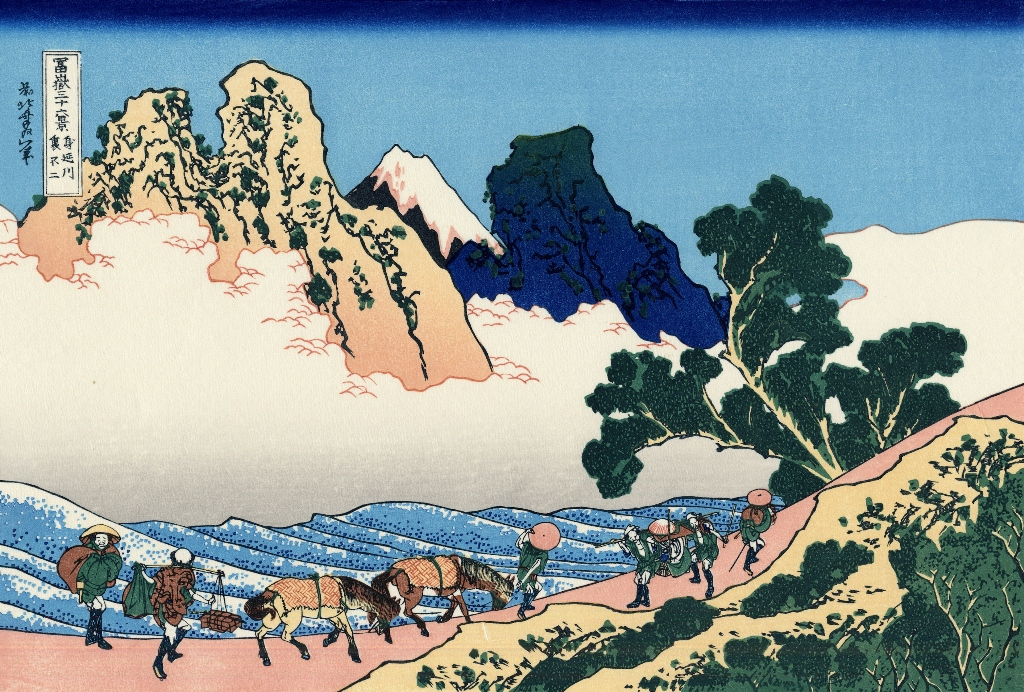
「富嶽三十六景」身延川裏不二

- 八朔祭屋台後幕　竹林猛虎図（はっさくまつりやたいうしろまく ちくりんもうこず）

北斎が下絵を描いたと伝わる、都留郡谷村（都留市）下町の八朔祭り屋台を飾る後幕。黒のビロードで縁取られた分厚い緋羅紗地の画面に刺繍で雌雄の虎と竹林、水渓が描かれている。虎の目にはガラス、牙や爪には鍍銀した真鍮板が用いられている。また、背景の岩や竹は形を切り取った布を刺繍で縫い付け、竹の葉は風に揺れるよう先を浮かしている。
寸法は縦208センチメートル、横588センチメートル。画面左下には署名「東陽 画狂人北斎筆」と印「葛しか」の落款がある。「画狂人北斎」の落款は40歳代に多用され、遅くとも寛政12年（1800年）には使用されていたと考えられている。年代は署名と落款から、寛政年間後期より文化年間初期頃に推定される。ただし、北斎が60歳代に主に用いた「葛しか」の署名は破損した判読不可能の印を昭和50年代の修理で補ったものと見られ、当初の印字でない可能性が指摘されている。
八朔祭の屋台飾幕には早馬町の後幕「牧童牛の背に笛を吹く」、新町の後ろ幕「鹿島踊り図」、下町の泥幕「注連縄図」が、いずれも署名や落款はないものの北斎の筆であるとする伝承がある。他に、鳥文斎栄之の作である仲町の後幕「桜に駒図」、二代柳文朝の作である早馬町の中幕「野馬図」、清水岳鱗の作である下町の中幕「三番叟図」と仕切幕「草花図」が伝存している。
八朔祭は四日市場に鎮座する生出神社（おいでじんじゃ）の例祭が発達した祭礼で、神輿が渡御する本祭に屋台の行列や大名行列の附祭が加わる。天保年間にはすでに行われていた記録が見られる。
- 北斎漫画 五編 無題（富士図）

無題であるため、何処から見た図かは不明であるが、針葉樹の林の中に聳える富士の景観が描かれており、本栖湖あるいは河口湖（ともに富士河口湖町）辺りの可能性が考えられる。1816年（文化13年）作。
- 北斎漫画 七編 甲斐の猿橋（ほくさいまんが かいのさるはし）

甲州街道沿いの猿橋（大月市）の風景が描かれている。猿橋は桂川の渓谷に架かる橋で、多くの作品に描かれている。1817年（文化14年）作。
- 北斎漫画 七編 甲州矢立の杉（こうしゅうやたてのすぎ）

甲州街道沿いの笹子峠（大月市）の風景が描かれている。矢立の杉は甲州街道の難所、笹子峠に立つ巨木。1817年（文化14年）作。
- 北斎漫画 七編 甲斐の巴山（かいのともえやま）

甲州街道沿いの酒折（甲府市）の風景が描かれている。巴山（伴部山）は酒折宮東方に位置する。酒折宮は多くの日記・絵画に記された名所であるのに対し、巴山を描いた作品は少ない。1817年（文化14年）作。
- 北斎漫画 七編 甲州三嶌越（こうしゅうみしまごえ）

富士山周辺・鎌倉往還沿いの籠坂峠（山中湖村）の風景が描かれている。籠坂峠は甲斐・駿河の国境に位置し、夏雲が沸き立ち峠の向こう側に山肌を露わにした富士の眺望が広がっている風景を描いている。1817年（文化14年）作。
- 北斎漫画 七編 甲斐鰍澤（かいかじかざわ）

河内路沿いの鰍沢（富士川町）の風景が描かれている。右手の上流から富士川を下る、一艘の船が俯瞰で描かれている。1817年（文化14年）作。
- 北斎漫画 八編 甲州ニタ瀬越（こうしゅうふたせごし）

ニ瀬越は勝頼の渡と丹田前の渡の総称で、甲州街道沿いの日連村と与瀬宿・吉野宿（神奈川県相模原市）のニ宿を結ぶ桂川の渡であると考えられている。略画風の筆致で高台から川筋を遠望した図。本図は題名に「甲州」とあるが、甲州街道の宿場のうち、小仏峠より西の、小原・与瀬・吉野・関野の四宿は相模国に含まれる。1818年（文政元年）の作。
- 北斎漫画 八編 七面作（しちめんづくり）

河内路沿いの七面山（身延町）を描く。七面作（七面造）は日蓮宗の総本山身延山久遠寺の守護神七面大菩薩を祀る堂宇の建築様式を意味する。北斎は日蓮宗とであったと考えられており、弘化4年（1847年）には『七面大明神応現図』を描いている。1817年（文政14年）の作。
- 富嶽三十六景 甲州犬目峠（ふがくさんじゅうろっけい こうしゅういぬめとうげ）

甲州街道沿いの犬目峠（上野原市）の風景が描かれている。犬目峠は犬目宿（上野原市）と鳥沢宿（大月市）の中間に位置する峠で、『甲駿道中之記』に拠れば絶景の地であったと記されている。現在では周辺の道が廃れてしまっているため、正確な場所は不詳。1830-34年（天保元-5年）頃作。
- 富嶽三十六景 甲州三嶌越（こうしゅうみしまごえ）

富士山周辺・鎌倉往還沿いの籠坂峠（山中湖村）の風景が描かれている。『北斎漫画 甲州三嶌越』と同じ題材であるが、本図では手前に巨木が描き加えられているが、この巨木は記録には見られない。1830-34年（天保元-5年）頃作。
- 富嶽三十六景 甲州石班澤（こうしゅうかじかざわ）

釜無川・笛吹川が合流して富士川となる河内路沿いの鰍沢（富士川町）の風景が描かれている。鰍沢は富士川舟運の拠点で、兎の瀬と呼ばれる難所。岩場から富士川に投網を引く漁師の姿が描かれている。
- 富嶽三十六景 甲州三坂水面（こうしゅうみさかすいめん）

鎌倉往還沿いの河口湖（富士河口湖町）の風景。甲府盆地から河口湖へ抜ける御坂峠から望んだ逆さ富士。1830-34年（天保元-5年）頃作。
- 富嶽三十六景 甲州伊沢暁（こうしゅういさわあかつき）

甲州街道・鎌倉往還沿いの石和宿の風景。甲州街道の宿場である石和宿は宿内の遠妙寺門前で鎌倉往還と分岐する。北斎は日蓮宗を信仰していたと言われるが、遠妙寺は日蓮が鵜飼の霊を済度したと伝わる旧跡としても知られ、身延詣の途中に参詣する名所として知られていた。石和からの富士は、河村岷雪『百富士』にも掲載されているが、実際の石和宿周辺では、御坂山地に遮られて、富士を望むことができない。1830-34年（天保元-5年）頃作。
- 富嶽三十六景 身延川裏不二（みのぶがわうらふじ）

河内道沿いの身延（身延町）の風景。身延道（駿州街道、河内路）から、岩山と沸き立つ雲の間に富士を望む。『甲斐国志』によれば「身延川」は身延山中に源流があり、久遠寺周辺を流れ波木井川に合流する川。1830-34年（天保元-5年）頃作。
- 千繪の海 甲州火振（ちえのうみ こうしゅうひふり）

『千繪の海』シリーズの一作。夏の夜に松明の火で鮎や山女魚を誘って捕らえる「火振漁」を描いた図。甲州街道沿いの桂川周辺（上野原市・大月市）の風景か。火振漁は甲斐国のみならず各地で行われており、甲斐では桂川や早川において行われていた記録がある。1832-34年（天保3-5年）頃作。
- 勝景奇覧 甲州湯村（しょうけいきらん こうしゅうゆむら）

甲府周辺・穂坂路沿いの湯村を描いた風景。一文字ぼかしの丹色以外は藍一色で表現された藍摺の団扇絵。湯村温泉は甲府近郊の湯治場として知られていた。1835（天保6年）頃作。
- 勝景奇覧　甲州身延川（こうしゅうみのぶがわ）

河内道沿いの飯富（身延町）の風景。大勢の漁師たちが船を操り、川（富士川か）に向かって網を打っている。団扇絵。1835（天保6年）頃作。
- 富嶽百景 初編 裏不二（ふがくひゃっけい しょへん うらふじ）

天日に干された煙草葉の向こうに富士の頂きが覗いた風景。正確な場所は不明だが、描かれた富士の高さと煙草生産地であったことから、河内道沿いの薬袋（早川町）の風景とも考えられている。1834年（天保5年）作。
- 富嶽百景 三編 阿須見村の不二（あすみむらのふじ）

谷村道沿い、富士山周辺の明日見（富士吉田市）を描いた風景。「阿須見村」は明見湖湖畔の小明日見村と考えられ、茅葺屋根の民家と木々の間から富士が覗く。明日湖は富士八海のひとつで、富士講開祖の長谷川角行が水行したと伝わる垢離場として知られる。
- 富嶽百景 三編　甲斐の不二 濃男（かいのふじ　のうおとこ）

富士の雪が溶け「農男」が現れたことを合図に侵種の作業をはじめた場面。「農男」は農作業の目安などに使われる雪形。描かれた地域は不明。1835年（天保6年）頃作。
- 北斎漫画 十三編 甲州鳥澤（こうしゅうとりさわ）

甲州街道沿いの鳥澤宿（大月市）周辺を描いた風景。鳥澤周辺は山を右手に河岸段丘の広々とした景観を左手にした高台で、犬目から鳥澤に下る途中の山谷付近の風景か。1849年（嘉永2年）作。
- 北斎漫画 十三編 甲州牛石

谷村道周辺の厚原（都留市厚原）を描いた風景。「牛石」は厚原付近を流れる桂川の中にある牛の形をした石で、付近には牛カハナ（牛ヶ鼻）、牛石原、牛石山などの地名が残り、1806年（文化3年）の蒲原村絵図にも描かれている。付近には牛石橋が所在する。1849年（嘉永2年）作。
- 北斎漫画 十三編 甲州大畑山（こうしゅうおおはたけやま）

谷村道周辺の田原瀧（都留市）の風景が描かれている。大畑山と巨大な瀧、滝口に架かる橋、断崖沿いの集落など特徴的な風景が描かれており、大幡川上流の大幡村近辺の風景と考えられているが、大幡川上流には数多くの瀧があり、正確な場所は不明。1849年（嘉永2年）作。
- 北斎漫画 十三編 無題（甲州三坂水面）

富士山周辺の河口湖（富士河口湖町）の風景が描かれている。三坂（御坂）は甲府盆地から河口湖へ至る鎌倉往還の峠道で、『甲斐叢記』によれば、逆さ富士の名所として知られていた。1849年（嘉永2年）作。
- 北斎漫画 十三編 甲州に干瓢を製（こうしゅうにかんぴょうをせいす）

農家の軒先で丸型種の夕顔を輪切りにし、さらにひも状に桂剥きし、束ねて天日に干す作業を描いた図。『甲斐国志』によれば、干瓢は東南湖村（南アルプス市）の名産であったといわれ、描かれた場所は河内路沿いの東南湖周辺か。嘉永2年（1849年）の作。
『裏見寒話』によれば、逸見筋で産した干瓢は味の良さで知られ、「八人枕」と称されその長さが特徴であったという。甲斐において干瓢・夕顔生産については、中世において『勝山記』に富士北麓における記録が見られる。1836年（天保7年）の史料によれば 、東南湖村における畑地の80パーセントは換金作物である木綿栽培が閉めており、夕顔は3パーセント程度にとどまっており、小規模な生産であったと考えられている。
- 北斎漫画 十三編 甲州猪ノ鼻（こうしゅういのはな）

河内道沿いの鰍沢（富士川町）の風景。富士川に向かって網を引く漁師を描いた図で、『富嶽三十六景 甲州石班澤』を反転させた構図。「猪ノ鼻」は『勝景奇覧　甲州身延川』においても描かれている。1849年（嘉永2年）作。

## 北斎の描いた富士山

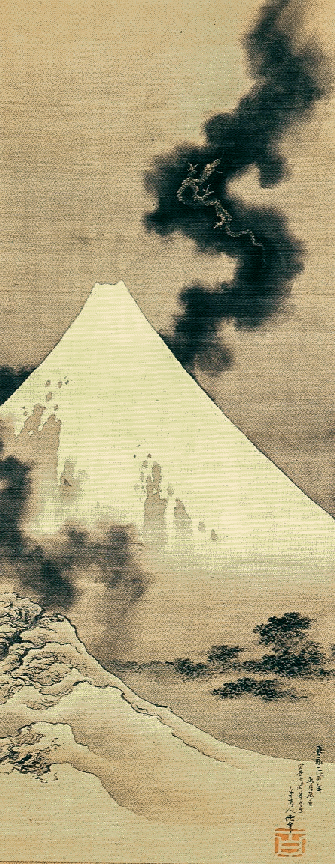
「富士越龍図

甲斐の名所の中でも、富士山は東海道から望む富士に対して、甲斐側の富士は「裏富士」と呼ばれ、1767年（明和4年）の河村岷雪『百富士』を初めとして、北斎の『富嶽三十六景』、歌川広重の『不二三十六景』（1852年（嘉永5年））、『富士三十六景』（1858年（安政5年））など多くの作品に描かれた。
北斎は1794年（寛政6年）頃に、琳派の流れを組む俵屋宗理を襲名した頃に、狂歌絵本や狂歌摺物で頭角を表し、名所の賑わいや人々の暮らしを描いており、すでにその中に風景描写として富士を描いている。
『富嶽三十六景』に先駆けて、1823年（文政6年）には『今様櫛キン雛形』において、様々な富士図を描いており、この頃から富士図の連作を構想していたと考えられている。
また、30歳代から描き続けた肉筆画においても、富士を多く描き、絶筆に近い作品と言われる1849年（嘉永2年）の「富士越龍図」においては、白峰の富士から黒雲の軌跡を残して昇っていく龍の姿を描いている。

## 北斎は甲斐国を訪れたのか
葛飾北斎が甲斐国を来訪した記録は無い。
しかし、上述のように北斎は、確認されるだけで、27点の甲斐国の情景を描いた作品を残している。その中には巴山、牛石、大畑山、猪ノ鼻など、その地域でしか知られていない名物・生業を描いていることや、構図・モチーフを借用できる先例のない風景を描いていること、実見して速筆で写しとったような描写方法が用いられていること、また甲斐国を描いた図が三点含まれる『富嶽百景』広告文（1833年（天保4年））には、各地を訪れ実見した風景であると記されている点から、井澤と宮澤は、「北斎自身が目にした可能性を窺わせる」と述べる。但し、「その推測を確定的なものにするには、山梨県内に伝存した北斎作品と史料発掘、北斎と甲斐を結びつける具体的な人間関係の解明、あるいは甲斐以外の国における事例検証など」を調査する必要があると纏める。